# 野寺正一
野寺 正一（のでら しょういち、1886年10月5日 - 1939年6月30日）は、日本の俳優である。本名同じ。新派を経て、松竹蒲田撮影所で活躍した戦前の貴重な名脇役である。

## 経歴・人物
1886年（明治19年）10月5日、東京府東京市深川区元町（現在の東京都江東区）に生まれる。1924年（大正13年）に発行された『映画新研究十講と俳優名鑑』（朝日新聞社）には、生年は「明治十九年五月十一日」（1886年5月11日）、生地は東京市日本橋区（現在の東京都中央区）である旨が記されている。幼少期から芝居を好んでいた。
1901年（明治34年）5月、旧制中学校を中退して新派俳優本多小一郎の門下となり、初舞台を踏む。師匠である本多の来歴については明らかでないが、『日本映画俳優名鑑 昭和九年版』（映画世界社）が発行された1934年（昭和9年）の時点では、すでに故人であるという旨が記されている。また、1937年（昭和11年）に発行された『俳優大鑑』（歌舞伎書房）によれば、生年月日・享年（数え年）は明らかにされていないものの、「明治卅八年十一月五日死」（1905年11月5日死去）であるという旨が記されている。1907年（明治40年）、喬生団をはじめ、玉操団、正操団などの新派劇団を自ら組織して、主に関東地方・東北地方を中心に巡業するが、同年には解散したため、その後は東京府東京市の各座に出演した。
1915年（大正4年）7月、M・カシー商会によって製作されたサイレント映画『山つつじ』に出演し、映画デビューを果たす。1917年（大正6年）4月には、松竹合名会社専属俳優となり、東京市にあった辰巳劇場や本郷座などの舞台に出演していたが、1921年（大正10年）3月1日、小林商会を経て松竹蒲田撮影所に入社。以後、同所の温厚な老け役として重宝され、同年6月24日に公開された賀古残夢監督映画『酒中日記』や、同年11月1日に公開された同じく賀古残夢監督映画『琵琶歌』などの現代劇・時代劇に多数出演した。『現代俳優名鑑』など、一部の資料によれば、東京市浅草区芝崎町32番地（現在の台東区西浅草）から後に東京市蒲田区蓮沼町（現在の東京都大田区蓮沼町及び蓮沼1〜3丁目辺り）に住み、身長は5尺2寸5分（約159.1センチメートル）、体重は14 貫（約52.5キログラム）、妻ありと記されている。
1938年（昭和13年）6月9日、松竹大船撮影所が製作した島津保次郎監督映画『愛より愛へ』が、確認出来る最後の出演作品である。以後の消息は不明とされていたが、『中央新聞』1939年（昭和14年）7月1日付の新聞にて、去る6月30日に盲腸炎のため、数え年54歳（満52歳）で死去したと報じられている。

## 出演映画
- 山つつじ（1915年、M・カシー商会）
- 毒草（1917年、小林商会）
- 酒中日記（1921年、松竹蒲田）
- 思ひ妻（1921年、松竹蒲田）
- 魔の森(怪死美人)（1921年、松竹蒲田）
- 法の涙（1921年、松竹蒲田）
- ゆく雲（1921年、松竹蒲田）
- 己ケ罪（1921年、松竹蒲田）- 環の父・箕輪伝造
- 琵琶歌（1921年、松竹蒲田）
- 闇の路（1921年、松竹蒲田）
- 二人妻（1921年、松竹蒲田）
- 旭光照波(潮の朝)（1921年、松竹蒲田）
- 疑の谷（1921年、松竹蒲田）
- 金色夜叉（1922年、松竹蒲田）
- 渡り鳥（1922年、松竹蒲田）
- 乳姉妹（1922年、松竹蒲田）
- 母の心（1922年、松竹蒲田）
- 祇園夜話（1922年、松竹蒲田）
- 孝子啓助（1922年、松竹蒲田）
- 想夫憐（1922年、松竹蒲田）
- 想出の唄（1922年、松竹蒲田）
- 輝きの道へ（1922年、松竹蒲田）
- 祭の夜（1922年、松竹蒲田）
- 愛の楔（1922年、松竹蒲田）
- 底なしの湖（1922年、松竹蒲田）
- 悔恨（1922年、松竹蒲田）
- 恵まれぬ人（1923年、松竹蒲田）
- 山の線路番（1923年、松竹蒲田）
- 自活する女（1923年、松竹蒲田）
- 人肉の市（1923年、松竹蒲田）- 北京望月楼主人・袁天元
- 大東京の丑満時 喜劇篇（1923年、松竹蒲田）
- 天を仰いで（1923年、松竹蒲田）
- 剃刀（1923年、松竹蒲田）
- 実説国定忠治 雁の群（1923年、松竹蒲田）
- 大地は怒る（1923年、松竹下加茂）
- 南の漁村（1923年、松竹下加茂）
- お姫草（1923年、松竹下加茂）
- 子供の世界（1924年、松竹蒲田）
- 無花果（1924年、松竹蒲田）
- 骨盗み（1924年、松竹蒲田）
- 旋風（1924年、松竹蒲田）
- 感じの好い映画集 《渚》（1924年、松竹蒲田）
- 美濃屋の娘（1924年、松竹蒲田）
- 水車小屋（1924年、松竹蒲田）
- 海潮音（1924年、松竹蒲田）
- 島に咲く花（1924年、松竹蒲田）
- 悪太郎（1924年、松竹蒲田）
- 仙人（1924年、松竹蒲田）- 仙人B
- 逆流に立ちて（1924年、松竹蒲田）
- 城ケ崎の雨（1924年、松竹蒲田）
- 呪はれたる操（1924年、松竹蒲田）
- 新己が罪（1925年、松竹蒲田）
- 幻を追ふて（1925年、松竹蒲田）
- 夕の鐘（1925年、松竹蒲田）
- 椿咲く国（1925年、松竹蒲田）
- 和蘭蛇お滝（1925年、松竹蒲田）
- 悲しき恋の幻想（1925年、松竹蒲田）- 山の老魔
- 自然は裁く（1925年、松竹蒲田）
- 村正小町（1925年、松竹蒲田）
- 前代未聞の仇討（1925年、松竹蒲田）
- 御詠歌地獄（1925年、松竹蒲田）
- 寂しき路（1925年、松竹蒲田）- お菊の父・源助
- 正ちゃんの蒲田訪問（1925年、松竹蒲田）
- 鈍急之進（1926年、松竹蒲田）
- 悩ましき頃（1926年、松竹蒲田）- 良路の父・作路
- お園（1926年、松竹蒲田）
- 修羅八荒（1926年、松竹蒲田）- 銀八
- 街の人々（1926年、松竹蒲田）
- お坊ちゃん（1926年、松竹蒲田）- 重役・羽田健太郎
- 八百屋お七（1926年、松竹蒲田）
- 悲恋心中ケ丘（1926年、松竹蒲田）
- ヴェニスの船唄（1926年、松竹蒲田）
- 唐人殺し（1926年、松竹蒲田）
- 夢の小判娘白ま浪（1926年、松竹蒲田）
- 恋と意気地（1926年、松竹蒲田）
- 仇討走馬燈（1926年、松竹蒲田）
- 妖刀（1926年、松竹蒲田）- お若の父・庄兵衛
- 怒りの刃（1926年、松竹蒲田）
- 黒髪夜叉（1926年、松竹蒲田）- 弥六
- 暗闘（1927年、松竹蒲田）
- 地下室（1927年、松竹蒲田）
- 奴の小万（1927年、松竹蒲田）
- 久造老人（1927年、松竹蒲田）
- 九官鳥（1927年、松竹蒲田）- 家主加助
- 高田の馬場（1927年、松竹蒲田）
- 緋紗子の話（1927年、松竹蒲田）
- 艶魔（1927年、松竹蒲田）- 伊勢屋徳兵衛
- 魔道（1927年、松竹蒲田）
- すね者（1927年、松竹蒲田）- 弥兵衛老人
- 人玉お半（1927年、松竹蒲田）
- 白虎隊（1927年、松竹蒲田）- 老僕・甚五
- 秋草燈籠 お露の巻・小萩の巻（1927年、松竹蒲田）- 但馬屋主人
- むさゝびの三吉（1927年、松竹蒲田）- 若狭屋太左衛門
- 懺悔の刃（1927年、松竹蒲田）- 山城屋庄左衛門
- 懐しの母（1927年、松竹蒲田）
- 子に泣く（1927年、松竹蒲田）
- 恋模様二人娘（1927年、松竹蒲田）
- 果報は寝て待て（1928年、松竹蒲田）
- 故郷の空（1928年、松竹蒲田）
- 恋愛二人行脚（1928年、松竹蒲田）
- をとめ心（1928年、松竹蒲田）
- 舞台姿（1928年、松竹蒲田）- 実父・囃し方佐吉
- 森の鍛冶屋（1929年、松竹蒲田）- 向う鎚・佐藤忠三
- 春容恋達引（1929年、松竹蒲田）- 杵屋孝左衛門
- 大都会 労働篇（1929年、松竹蒲田）機関庫主任・野間二三郎
- 父の願ひ（1929年、松竹蒲田）- 老医師・岡村先生
- スポーツ精神（1930年、松竹蒲田）
- 麗人（1930年、松竹蒲田）- 八兵衛
- 若者よなぜ泣くか（1930年、松竹蒲田）- 上杉家爺や
- 餓鬼大将（1931年、松竹蒲田）- 塚本村長
- 愛よ人類と共にあれ（1931年、松竹蒲田）- 庶務係・片山
- 街の浮浪者（1931年、松竹蒲田）
- かがやく愛（1931年、松竹蒲田）- 桶屋の三平
- 人生の風車（1931年、松竹蒲田）- 浮浪者
- 俺も男だ（1931年、松竹蒲田
- 七つの海 処女篇・貞操篇（1931年、松竹蒲田）- その父
- 青空に泣く（1932年、松竹蒲田）- 伯父
- 海の王者（1932年、松竹蒲田）- 喜平
- 忠臣蔵（1932年、松竹下加茂） - 堀部弥兵衛
- お小夜恋姿（1934年、松竹蒲田）- お小夜の伯父
- 殴られた河内山（1934年、松竹下加茂）- 高木小左衛門
- 私の兄さん（1934年、松竹蒲田）- めし屋の主人
- 春琴抄 お琴と佐助（1935年、松竹蒲田）- 医者
- 若旦那 百万石（1936年、松竹蒲田）- 父・平左衛門
- 家族会議（1936年、松竹大船）- 弥兵衛
- 朧夜の女（1936年、松竹大船）- 町内の旦那
- 君よ高らかに歌へ（1936年、松竹大船）- 鯨屋源兵衛
- 男性対女性（1936年、松竹大船）- 水上平吉
- 人妻椿（1936年、松竹大船）- 嘉子の父・勉蔵
- 荒城の月（1937年、松竹大船）- 善助
- 愛に生きるもの（1937年、松竹大船）
- 進軍の歌（1937年、松竹大船）- 老職工
- 愛より愛へ（1938年、松竹大船）